# Lahovna
Lahovna este o localitate din comuna Celje, Slovenia, cu o populație de 92 de locuitori.